# Calamagrostis lahulensis
Calamagrostis lahulensis är en gräsart som beskrevs av Gurcharan Singh. Calamagrostis lahulensis ingår i släktet rör, och familjen gräs. Inga underarter finns listade i Catalogue of Life.